# Isochromodes subtractata
Isochromodes subtractata là một loài bướm đêm trong họ Geometridae.